# Richard Nordhausen

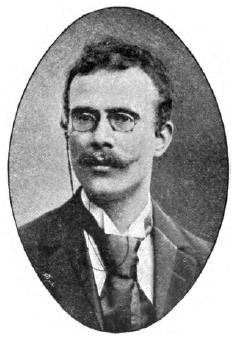
Richard Nordhausen (vor 1899)

Richard Nordhausen (* 30. Januar 1868 in Berlin; † 22. September 1941 in Kummersdorf bei Storkow) war ein deutscher Dichter und Schriftsteller. Bisweilen benutzte er die Pseudonyme Max Kempff und Caliban.

## Leben
Nach Absolvierung technischer, literaturgeschichtlicher und volkswirtschaftlicher Studien wirkte er als Herausgeber der Literaturzeitschrift Die Gegenwart und als Chefredakteur des Berliner Blattes. Von 1895 an gab er das national-soziale illustrierte Witzblatt Deutscher Michel heraus, das nach Darstellung des zeitgenössischen Literaturkritikers Gustav Dahms antisemitisch war.
Um 1900 gab er die Anthologie Ars amandi heraus, eine Sammlung von erotischen Kunstwerken der Weltliteratur in vier Bänden.
Im Herbst 1901 gründete Nordhausen in Berlin den Märkischen Ruderverein, der sich für die Förderung des Wanderruderns einsetzte.
Nordhausen war sowohl ein Gegner des allgemeinen, gleichen und geheimen Wahlrechts als auch ein Gegner des Frauenwahlrechts. Er lehnte auch die Erwerbstätigkeit von Frauen ab: „Die Frauenrechtler nehmen, ohne mit der Wimper zu zucken, die Versklavung der Frau durch den Industrialismus hin, dulden es, dass man sie körperlich zugrunde richtet und ihr Lasten aufpackt, die sie nicht tragen kann.“ Die Frau solle „nicht in die Fabrik gehen“, sondern „sich vielmehr völlig dem Hause widmen“.
Er starb "auf seinem Ruhesitz in Kummersdorf in der Mark".

## Werke
- Joß Fritz der Landstreicher. Ein Sang aus den Bauernkriegen (1892)
- Vestigia Leonis, die Mär von Bardowieck (1893, 4. Auflage 1905)
- Die rote Tinktur (1895), phantastischer Roman
- Urias Weib (1895)
- Deutsche Lieder (1896), Zeitgedichte
- Trumpf, heitere Geschichten
- Unsere märkische Heimat: Streifzüge durch Berlin und Brandenburg (1. Aufl. 1906, 2. Aufl. 1920, 3. Aufl. 1929, 4. Aufl. 1934)
  - Nachdruck d. Ausg. v. 1921, Weitsüchtig Verlag, 2013, ISBN 978-3-95656-216-7
- Die versunkene Stadt (Roman) (Hannover, Adolf Sponholtz, 1911, 2. Auflage)